# 동화 판타지
동화 판타지는 다른 장르의 판타지와 구별되는데, 이는 작품들이 모티프를 많이 사용하고, 종종 플롯을 민속과 함께 사용한다는 점이다.